# Невидимые дети
«Неви́димые де́ти» (англ. All the Invisible Children, 2005) — киноальманах, состоящий из семи короткометражных фильмов о детях, снятых разными режиссёрами.
Фильм является частью всемирного проекта ЮНИСЕФ (UNICEF) и Международной продуктовой программы ООН (WFF). Все доходы от фильма были направлены в фонд помощи нуждающимся детям.

## Сюжет
Семь режиссёров сняли каждый по фильму, в центре сюжета которых бедственное положение детей в различных странах мира.
В семи эпизодах фильма главными героями являются дети, которые воюют в Африке, отбывают срок в детской колонии, болеют СПИДом, живут на улице. Но несмотря на вынужденное раннее взросление, они остаются детьми.

## Эпизоды

### «Танза» (Tanza)
- Режиссёр Мехди Шареф.
- Автор сценария: Мехди Шареф.
- В ролях: Адама Била, Элизе Руамба, Родриге Уаттара.
- Оператор: Филипп Брело.
- Композитор: Рокиа Троре.
- Действие происходит в Африке. Конкретная страна не указана, но съёмки проходили в Буркина-Фасо.

Ребёнку-солдату дали задание взорвать здание во враждебной деревне. Он входит в здание, чтобы установить бомбу. Оглядевшись, он понимает, что это школа. Мальчик отвечает на вопросы, написанные мелом на доске, затем садится за парту и кладёт голову на бомбу, выключая её.

### «Цыганёнок» (Blue Gypsy)
- Режиссёр — Эмир Кустурица.
- Автор сценария — Стрибор Кустурица.
- В ролях: Урош Милованович, Драган Журовач, Владан Милоевич, Горан Врачар, Михона Васич.
- Оператор — Мишель Аматьё.
- Композитор — Стрибор Кустурица.

Фильм снят в Сербии и Черногории.
История о мальчике-цыгане, который отбывает последние дни своего срока в колонии для несовершеннолетних. В день освобождения за ним приходит вся семья и забирает его прямо с праздничного концерта. Мальчик хочет стать парикмахером и перестать воровать. Однако у его отца другие планы на его будущее. Он разбивает бутылку о голову мальчика и заставляет его ограбить машину. Владелец машины замечает маленького воришку и устраивает погоню. Мальчик, спасаясь от погони, перепрыгивает через забор и вновь оказывается в колонии, жизнь в которой оказывается лучше, чем жизнь на свободе.

### «Божьи дети Америки» (Jesus Children of America)
- Режиссёр Спайк Ли.
- Автор сценария: Чинке Ли, Джои Ли.
- В ролях: Ханна Ходсон, Андре Ройо, Рози Перес, Газелль Гудман, Коати Мунди и другие.
- Оператор: Клифф Чарльз.
- Композитор: Теренс Бланшар.
- Фильм снят в США.

История о семье, в которой родители наркоманы и ВИЧ-инфицированы, но скрывают это от дочери (Бланки), которая тоже является носителем ВИЧ. Однако в школе её одноклассники узнают о том, что она больна, и начинают издеваться над ней. Завязывается драка, в которой девочку толкают и в кровь разбивают лоб. Мать девочки, ударившей Бланку, приходит в школу и требует, чтобы девочку изолировали от общения с другими детьми. Потом она начинает кричать на Бланку. Бланка возвращается домой к родителям-наркоманам и просит, чтобы ей рассказали правду о её болезни. Родители решают отвести её в центр реабилитации ВИЧ-инфицированных детей.

### «Билу и Жуан» (Bilu e João)
- Режиссёр Катя Лунд.
- Автор сценария: Катя Лунд, Эдуарду Трипа.
- В ролях: Вера Фернандеш, Франсишку Анаваке.
- Оператор: Тока Сеабра.
- Композитор: Антониу Пинту.
- Действие происходит в Бразилии.

День из жизни детей района трущоб. Мальчик и девочка собирают пустые банки и картон, зарабатывая таким образом деньги на кирпичи и на карманные расходы. Дождь, конкуренция, жестокие законы улиц — всё это не мешает им заработать немного денег.

### «Джонатан» (Jonathan)
- Режиссёры Ридли Скотт и Джордан Скотт.
- Автор сценария: Джордан Скотт.
- В ролях: Дэвид Тьюлис, Келли Макдональд, Джордан Кларк, Джек Томпсон, Джошуа Лайт.
- Оператор: Джим Уитакер.
- Композитор: Рамин Джавади.
- Фильм снят в Великобритании.

Военный фотограф Джонатан однажды возвращается в детство и смотрит на войну глазами ребёнка.

### «Чиро» (Ciro)
- Режиссёр Стефано Венерузо.
- Автор сценария: Диего Де Сильва, Стефано Венерузо.
- В ролях: Даниэле Викорито, Эмануэле Викорито, Мария Грация Кучинотто.
- Оператор: Витторио Стораро.
- Композитор: Маурицио Капоне.
- Фильм снят в Италии.

Два мальчика воруют часы у мужчины, пока тот стоит в пробке, а затем продают их работнику парка развлечений за деньги и горстку жетонов на аттракционы.

### «Сонг-Сонг и Котёнок» (Song Song and Little Cat)
- Режиссёр Джон Ву.
- Автор сценария: Цанг Ли.
- В ролях: Чжао Чжикун, Ци Рюи, Ван Бин, Венли Чиан.
- Оператор: Нянпин Жен.
- Композитор: Хаи Лин.
- Фильм снят в Китае.

Бедный старик находит выброшенную малышку и становится её опекуном. Девочка вырастает жизнерадостной и доброй, несмотря на физический недостаток — она хромает на одну ногу. Она мечтает учиться в школе. Когда старик погибает под колесами грузовика, девочка вынуждена сама зарабатывать себе на хлеб, продавая цветы. Дети целый день продают цветы, а все заработанные деньги отдают грубому и злому хозяину. Он кормит их похлёбкой, но может запросто оставить без еды, если за день они заработают мало денег. Одновременно с историей о бедной девочке рассказывается история о богатой девочке, в семье которой не всё гладко. Её отец уходит от матери, так как его любовница родила сына. Мать находится в глубочайшей депрессии. Девочка, у которой есть всё, оказывается одинокой в своём огромном доме. У неё много игрушек, в том числе красивая кукла, которую она, разозлившись, выбрасывает из окна автомобиля. Эту куклу нашёл и подарил своей воспитаннице старый бедняк. Мать богатой девочки решает покончить с собой и, одновременно, со своей дочерью. Пока они стоят в пробке, по пути к водоёму, к ним подходит бедная девочка и дарит богатой девочке цветок. Этот цветок помогает матери прийти в себя, не совершить двойного убийства и обратить, наконец, своё внимание на дочь.
Фильм заканчивается фразой из сказке «Маленького принца» Антуана де Сент-Экзюпери: «Все взрослые когда-то были детьми. Многие из них уже это позабыли».